# Grallipeza flavicaudata
Grallipeza flavicaudata är en tvåvingeart som beskrevs av Cresson 1926. Grallipeza flavicaudata ingår i släktet Grallipeza och familjen skridflugor. Inga underarter finns listade i Catalogue of Life.